# Teatergruppen Lincopensarna
Teatergruppen Lincopensarna bildades 1970 ur en teatercirkel hos ABF i Linköping. Från att ha varit en ren amatörteatergrupp utvecklades gruppen till en fri teatergrupp som under åren 1978–1982 turnerade med barn- och ungdomsteater i Östergötland, Södermanland och Småland. 1981–1983 spelade gruppen sommarteater i Huitfeldtska gården i Gamla Linköping.

## Uppsättningar
- 1971 Ett spel om gemenskap (av gruppen)
- 1972 Ett resande teatersällskap (av August Blanche)
- 1976 Vad folk är rädda av sig (efter en berättelse av Hjalmar Bergman)
- 1977 Galenskaper (av gruppen)
- 1978 & 1979 Kompis (av gruppen), Marknadspojken (av Hans Petterson), Pojke – Flicka (av Johan Bargum och Anita Berger)
- 1979 Lektionen (av Eugène Ionesco)
- 1980 Hemligheter (av Suzanne Osten och Leif Sundberg), B-laget (av Göran Hellström)
- 1981 & 1982 Den förvirrade kocken (av August Blanche)
- 1983 Björnen (av Anton Tjechov), Kamelionten (av Anton Tjechov)
- 1989 Hittebarnet (av August Blanche)